# Sébastien Mazurier
Pour les articles homonymes, voir Mazurier.
Sébastien Mazurier est un footballeur français né le 13 avril 1981 à Mantes-la-Jolie (Yvelines). Il est attaquant. 
Il ne faut pas le confondre avec Sébastien Mazure.

## Biographie
Sébastien Mazurier intègre l'INF Clairefontaine en deuxième année, en 1995. En parallèle il est licencié à Chartres. Formé à Monaco, ayant participé à la Coupe du monde des moins de 20 ans en Argentine en 2001, Sébastien Mazurier, signe son contrat pro avec l'AS Monaco. Mais à la suite d'une mauvaise entente avec son entraîneur, celui jouera par la suite en CFA. Il rejoint alors Istres en Ligue 2 mais n'y reste qu'une saison car il dispute seulement cinq matches. Il signe alors à Cherbourg en National. 
Après deux années en Normandie, il décide de tenter l'aventure à l'étranger. Il s'engage alors avec le club luxembourgeois de Dudelange. Pour sa première saison, il réalise le doublé Coupe-Championnat. Il dispute ainsi la Ligue des champions 2006-2007 mais son club est éliminé au premier tour préliminaire par le Rabotnički Kometal Skopje (club macédonien).

## Carrière
- 1987-1988 :  La Couture Boussey FC
- 1988-1991 :  AS Anet
- 1991-1993 :  AS Chaussée d'Ivry
- 1993-1995 :  CO Vernouillet
- 1995-1997 :  INF Clairefontaine et Chartres
- 1997-2002 :  AS Monaco
- 2002-2003 :  FC Istres
- 2003-2005 :  AS Cherbourg
- 2005-2006 :  F91 Dudelange
- 2006-2007 :  Rapid de Menton
- 2007-2009 :  AS Roquebrune Cap Martin
- 2009-2013 :  CS Fola Esch
- 2013-2015 :  US Hostert
- depuis 2015:  Union Remich/Bous[2]

## Palmarès
- Champion du Luxembourg en 2006 et 2013
- Vainqueur de la Coupe du Luxembourg en 2006